# 劉月明
劉月明（1987年6月6日—2022年3月25日）是一名美屬薩摩亞柔道運動員，曾代表國家參加2012年倫敦奧運的男子100公斤級柔道比賽，並未獲得獎牌。他于2022年3月在美国本土的德克萨斯州去世。